# Dialisi (figura retorica)
La dialisi (dal greco dialyein, «separare») è una figura sintattica, consistente nell'interrompere la continuità del periodo con un inciso. Ad esempio:
Ho scordato – ma poi chi se ne importa! – l'ombrello.